# Berlijnse Codex
De Berlijnse Codex is een verzameling van vier geschriften die in een boekvorm (Codex) gebundeld zijn. De officiële naam voor de codex is Berolinensis Gnosticus 8502 (BG), de bundel staat ook bekend als de Codex van Achmim. Drie van de vier manuscripten zijn gnostische vroegchristelijke geschriften. Alle manuscripten kunnen gedateerd worden tot de laat-vierde of vroeg-vijfde eeuw van onze jaartelling. Naast deze codex en de Nag Hammadigeschriften bestaat de gevonden gnostische literatuur verder uit de Codex Askewianes, de Codex Brucianus en de Codex Tschacos

## Ontdekking en publicatie
De Berlijnse codex werd gevonden in de Egyptische stad Achmim. Hij was verborgen in een nis van een muur die dicht bij een christelijke begraafplaats stond; de codex was verpakt in veren. De codex kwam op de antiekmarkt terecht en werd gekocht door Carl Reinhardt in januari 1896. Reinhardt nam de bladen mee naar een museum te Berlijn en op 16 juli 1896 werd de codex onder de aandacht gebracht van de Koninklijke Pruisische Academie van Wetenschappen door C. Schmidt.
Het bevindt zich nu in het Ägyptisches Museum aldaar. In 1912 wilde men de tekst uitgeven, maar door een overstroming in de drukkerij gebeurde dat niet. Daarna ontstond een oponthoud door de Tweede Wereldoorlog. Pas in 1955 werd de zogenaamde Berlijnse codex gepubliceerd.
Niemand had er echt aandacht voor, tot dat het grote wetenschappelijke belang van de in 1945 ontdekte Nag Hammadigeschriften duidelijk werd. Een aantal teksten uit de Nag Hammadigeschriften bleek ook voor te komen in de  Berlijnse codex. Deze codex werd dan ook relevant voor verder onderzoek. 

## Inhoud
De vier teksten van de codex zijn  Koptische vertalingen van wat een oorspronkelijk Griekse tekst was.  
- BC.1 Evangelie van Maria Magdalena. De oorspronkelijk Griekse tekst van dit evangelie moet in de tweede eeuw zijn geschreven
- BC.2 Geheime Boek van Johannes (korte versie). Een tweede korte versie en twee langere versies maken deel uit van de vondst van de Nag Hammadigeschriften. Het handschrift in deze codex dateert van de vijfde eeuw. De oorspronkelijk Griekse tekst dateert van de eerste helft van de tweede eeuw.
- BC.3 Wijsheid van Jezus Christus. Deze tekst komt ook voor in de Nag Hammadigeschriften. De oorspronkelijk Griekse tekst van de  Wijsheid van Jezus Christus moet in de tweede helft van de tweede of begin derde eeuw geschreven zijn.  Van die oorspronkelijk Griekse tekst zijn drie fragmenten bekend die gevonden werden nabij Oxyrhynchus en deel uitmaken van de Oxyrhynchus papyri.
- BC.4 Proloog van de Handelingen van Petrus ( Niet gnostisch). De Handelingen van Petrus werd oorspronkelijk geschreven in het Grieks in de tweede helft van de tweede eeuw